# Cormocephalus philippinensis
Cormocephalus philippinensis är en mångfotingart som beskrevs av Kraepelin 1903. Cormocephalus philippinensis ingår i släktet Cormocephalus och familjen Scolopendridae.
Artens utbredningsområde är Filippinerna. Inga underarter finns listade i Catalogue of Life.